# 알랭 가이거
알랭 가이거(프랑스어: Alain Geiger, 1960년 11월 5일 ~ )는 스위스의 은퇴한 축구 선수이자, 포지션은 스위퍼였다. 특히 가이거는 지난 1994년 FIFA 월드컵과 UEFA 유로 1996 대회에서 스위스 대표팀의 주장을 맡았던 바 있다.

## 같이 보기
- A매치 100경기 이상 출전한 축구 선수 명단